# Vézère

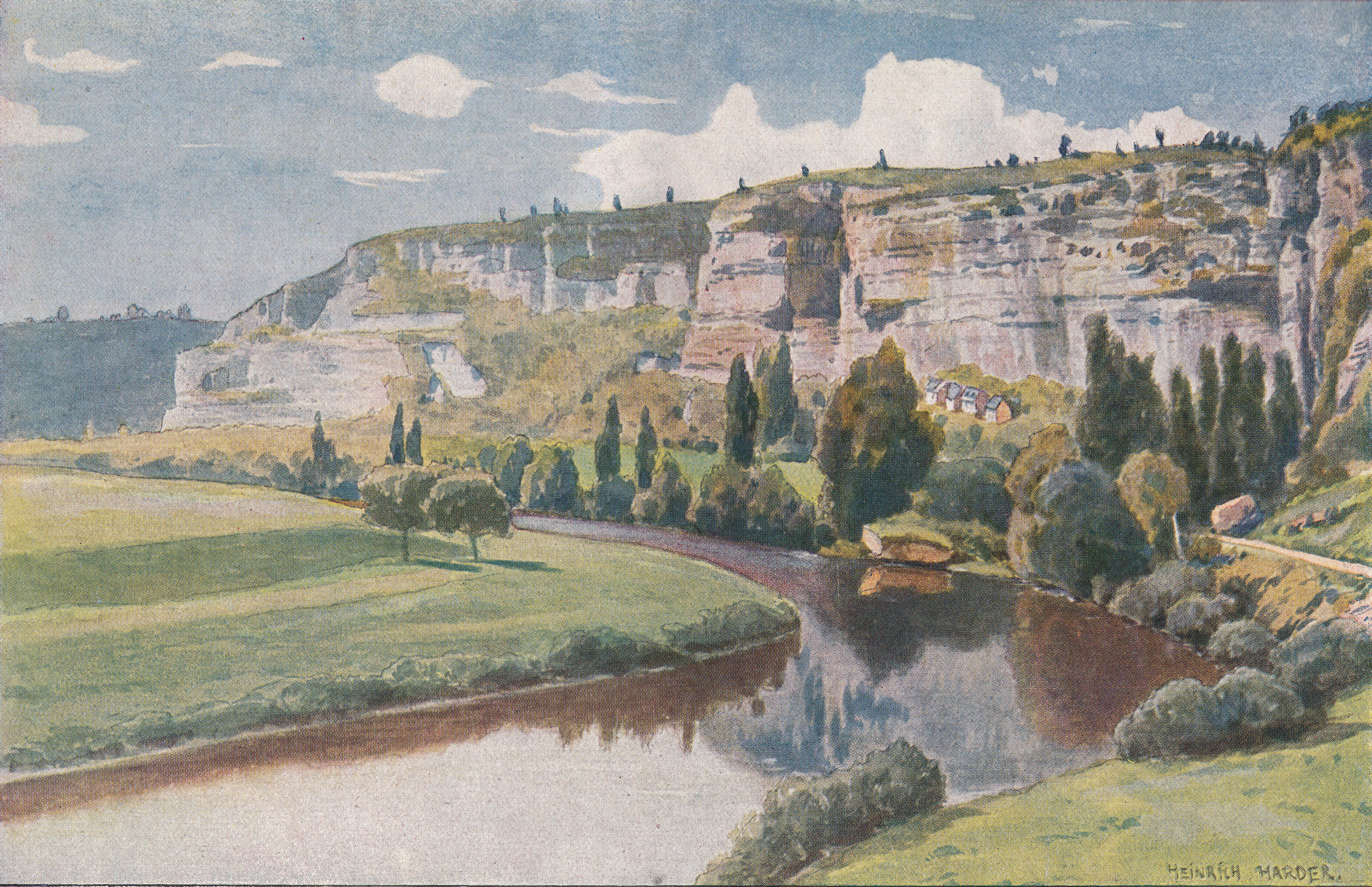
Blick auf die Laugerie basse und das „Paradies“ im Vézère-Tal, Gemälde von Heinrich Harder

Die Vézère ist ein Fluss im Südwesten Frankreichs, der in der Region Nouvelle-Aquitaine verläuft. Sie entspringt im westlichen Zentralmassiv, auf dem Plateau von Millevaches, im Gemeindegebiet von Meymac. Die Quelle liegt am Puy Pendu, in etwa 900 Meter Seehöhe, im Regionalen Naturpark Millevaches en Limousin. Der Fluss entwässert anfangs in nördlicher Richtung, wendet sich bei Millevaches nach Südwesten, durchfließt das Massiv von Monédières und mündet nach rund 211 Kilometern bei Limeuil als rechter Nebenfluss in die Dordogne. Die Vézère durchquert auf ihrem Weg die Départements Corrèze und Dordogne.

## Geographie

### Orte am Fluss
Im Département Corrèze:
- Bugeat
- Treignac
- Uzerche
- Vigeois
- Brive-la-Gaillarde
- Larche

Im Département Dordogne:
- Terrasson-Lavilledieu
- Saint-Léon-sur-Vézère
- Condat-sur-Vézère
- Montignac-Lascaux
- Les Eyzies
- Le Bugue
- Limeuil

### Nebenflüsse
(Reihenfolge in Fließrichtung)
| Linke Nebenflüsse: - Petite Vézère, 21 km - Rochers, 13 km - Alembre, 11 km - Boulou, 12 km - Madrange, 21 km - Rujoux, 18 km - Troh, 10 km - Brézou, 30 km - Corrèze, 95 km - Couze, 17 km - Coly, 10 km - Grande Beune, 23 km | Rechte Nebenflüsse: - Soudaine, 26 km - Bradascou, 33 km - Loyre, 45 km - Logne, 15 km - Elle, 19 km - Cern, 14 km - Laurence, 14 km - Thonac, 11 km - Vimont, 13 km - Manaurie, 15 km |

## Steinzeitliche Funde
Im etwa 40 km langen Flussabschnitt oberhalb der Mündung in die Dordogne liegen berühmte, vorgeschichtlichen Fundstätten, wie
- La Roque Saint-Christophe, (Abri)
- Cro-Magnon,
- La Madeleine,
- Le Moustier,
- Les Eyzies-de-Tayac-Sireuil
- Höhle von Lascaux mit ihren einmaligen Höhlenmalereien.
- La Souquette (Abri)
- Abri Blanchard
- Abri Castanet
- Abri du Poisson

Seit 1979 gehören diese zum UNESCO-Kulturerbe Vézère-Tal: Fundorte und Höhlenmalereien.